# Paphinia vermiculifera
Paphinia vermiculifera är en orkidéart som beskrevs av Günter Gerlach och Robert Louis Dressler. Paphinia vermiculifera ingår i släktet Paphinia och familjen orkidéer.
Artens utbredningsområde är Panamá. Inga underarter finns listade i Catalogue of Life.